# Tom Palmer
Thomas Philip Palmer, detto Tom (Londra, 27 marzo 1979), è un allenatore di rugby a 15 ed ex rugbista a 15 britannico attivo come seconda linea e internazionale per l’Inghilterra.

## Biografia
Prima della maggiore età Tom Palmer praticò rugby a livello giovanile in diverse parti del Regno Unito e del mondo: iniziò a giocare a minirugby a 5 anni a Londra, poi la sua famiglia si trasferì dapprima in Kenya, dove Palmer trascorse la prima infanzia, poi a Edimburgo, in Scozia, dove all'età di 16 anni giocò nella rappresentativa scolastica.
Dopo il diploma, e prima di andare a studiare all'università di Leeds, intraprese un periodo di studio di 18 mesi a Otago, in Nuova Zelanda: in quel frangente fu anche convocato per la rappresentativa nazionale studentesca di quel Paese.
Adocchiato da Phil Davies mentre giocava nella rappresentativa universitaria di Leeds, fu quasi subito (1997) ingaggiato per i Leeds Tykes mentre era ancora uno studente.
In virtù della sua frequenza scolastica a Edimburgo si guadagnò anche alcune presenze nella selezione scozzese U-19.
Titolare in prima squadra dal 1998, ne divenne presto un punto fisso, tanto da essere tuttora il giocatore con la più lunga militanza nel Leeds dopo Mike Shelley.
Nel 2000 fu chiamato nell'Inghilterra “A” e nel 2001 disputò con tale selezione la Churchill Cup, divenendo una presenza regolare sin da allora di tale selezione; nel 2001 esordì anche in Nazionale inglese maggiore, durante un tour nordamericano, a San Francisco contro gli Stati Uniti.
Trascorsero quasi 5 anni prima di essere chiamato nuovamente nell'Inghilterra senior; fu nel 2006, impiegato in una serie di match di avvicinamento alla Coppa del Mondo di rugby 2007 cui, tuttavia, non prese parte.
Passato nel frattempo agli Wasps, nel 2007 si laureò con il suo nuovo club campione d'Europa vincendo la Heineken Cup e l'anno successivo anche la Premiership.
Nel maggio 2008 Palmer fu incluso da Brian Ashton nella rosa della Nazionale inglese in vista del tour neozelandese di giugno; nel febbraio 2009 fu ufficializzato dai London Wasps il trasferimento di Tom Palmer allo Stade français a partire dalla stagione 2009-10.
Prese parte, a 32 anni, alla prima Coppa del Mondo della sua carriera, nel 2011 in Nuova Zelanda e, a febbraio 2012, fu ufficializzato il suo ritorno agli Wasps a partire dalla stagione successiva; terminati i due anni di contratto con cui si era impegnato, nel 2014 si trasferì al Gloucester, con cui vinse la Challenge Cup 2014-15.
Del giugno 2015 è la notizia che Palmer, svincolato dal club inglese, ha siglato un accordo per militare in Pro12 con la franchise italiana del Benetton dalla stagione 2015-16.

## Palmarès
- Premiership: 1
Wasps: 2007-08
- Coppe Anglo-Gallesi: 1
Leeds: 2004-05
- Heineken Cup: 1
Wasps: 2006-07
- Challenge Cup: 1
Gloucester: 2014-15